# Improviserat skjutvapen

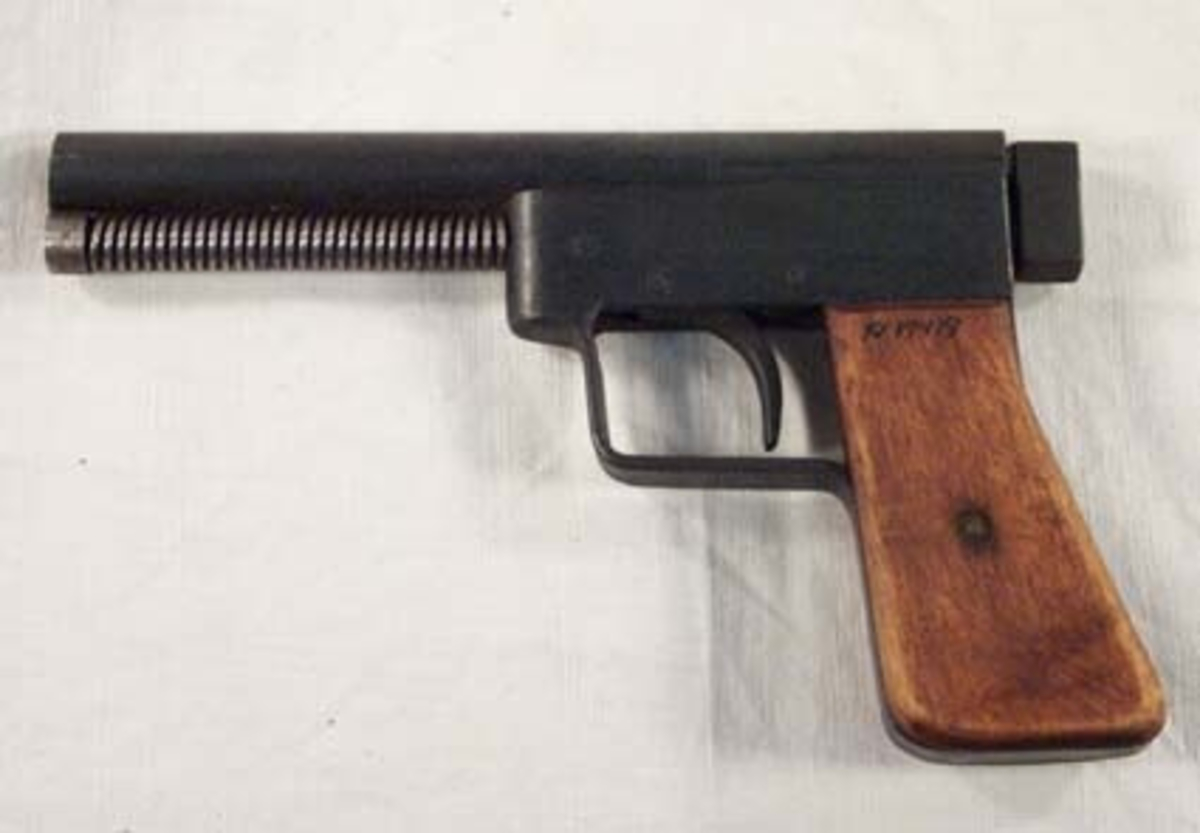
Ett improviserat skjutvapen som beslagtogs av svensk polis. Donerat till Vänersborgs museum 1985.

Ett improviserat skjutvapen, kallas också zip gun, pipe gun eller slam gun, betecknar ett skjutvapen tillverkat av en icke-vapensmed. Improviserade skjutvapen tillverkas ofta av föremål som är lättillgängliga och billiga. 
Improviserade skjutvapen tenderar att finnas på platser där lagligt producerade skjutvapen inte är åtkomliga eller där åtkomsten är strikt kontrollerad. Om någon typ av ammunition är lättillgänglig kan vapnet tillverkas för denna typ av ammunition. Om lagligt producerade vapen och ammunition inte är lättillgängliga, kan mynningsladdade vapen fortfarande tillverkas.

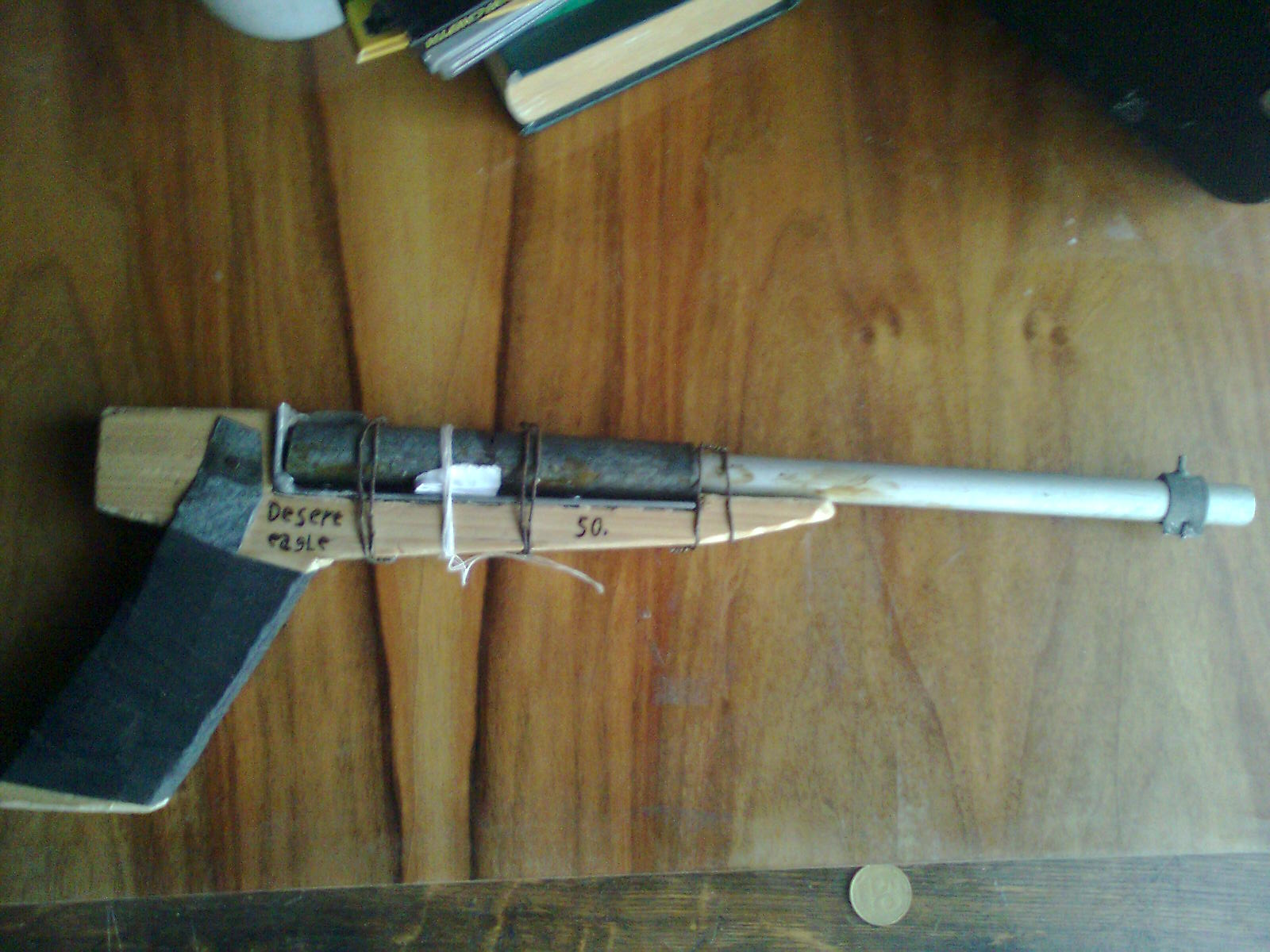
Ett improviserat skjutvapen

De flesta länder, däribland Sverige, har lagar som reglerar produktion, försäljning och innehav av skjutvapen och ammunition, vilket gör att improviserade skjutvapen oftast tillverkas olagligt.